# Myomimus
Myomimus é um gênero de roedores da família Gliridae.

## Espécies
- Myomimus personatus Ognev, 1924
- Myomimus roachi (Bate, 1937)
- Myomimus setzeri Rossolimo, 1976